# بایه د سراتو
بایه د سراتو (به اسپانیایی: Valle de Cerrato) یک شهرستان در اسپانیا است که در استان پالنسیا واقع شده‌است.

## خصوصیات
بایه د سراتو ۳۸ کیلومترمربع مساحت و ۱۱۴ نفر جمعیت دارد.